# Gustavo Ortega Joaquín
Gustavo Antonio Miguel Ortega Joaquín (Mérida, Yucatán; 29 de septiembre de 1966) es un político mexicano, miembro del Partido Acción Nacional, ha sido Presidente Municipal de Cozumel, Quintana Roo y en 2009, fue elegido por la vía plurinominal como diputado federal de la LXI Legislatura de la Cámara de Diputados del Congreso de la Unión para el periodo de 2009 a 2012.
Gustavo Ortega Joaquín es miembro de una de las familia más prominentes política y económicamente de Quintana Roo, originaria de Cozumel, estando emparentado con el exgobernador Pedro Joaquín Coldwell, así como con otros miembros de su familia que han destacado en política como Addy Joaquín Coldwell y Carlos Joaquín González. Gustavo Ortega Joaquín es Licenciado en Administración de Empresas y tiene un posgrado en estudios superiores de administración, inicialmente miembro del Partido Revolucionario Institucional en el que inició su actividad política y en el que fue secretario técnico, secretario general y presidente del comité municipal en Cozumel, luego fue Tesorero Municipal del Ayuntamiento de Cozumel de 1990 a 1993, en 1996 fue elegido diputado al Congreso de Quintana Roo, permaneciendo en el cargo hasta mayo de 1997 en que fue nombrado Secretario de Turismo del estado en el gobierno de Mario Villanueva Madrid, dejando el cargo en abril de 1998. Desde 1998 hasta 2005 se dedicó a la administración de sus negocios particulares en el ramo turístico, en este último año renunció a su militancia en el PRI y se afilió al PAN que lo postuló candidato a Presidente Municipal de Cozumel en las elecciones de ese año, obteniendo el triunfo y siendo Presidente Municipal de 2005 a 2008.
Tras el término de su administración en Cozumel fue nombrado delegado estatal del Fondo Nacional de Fomento al Turismo (FONATUR), renunciando al cargo en enero de 2009 para ser candidato del PAN a diputado federal por el I Distrito Electoral Federal de Quintana Roo, no obtuvo el triunfo, que correspondió al priista Roberto Borge Angulo, sin embargo resultó elegido por representación proporcional para la LXI Legislatura de 2009 a 2012.
El 11 de enero de 2010 varios militantes del PAN se pronunciaron por su candidatura a gobernador de Quintana Roo en las elecciones de 2010, solicitó licencia como diputado el 25 de marzo para buscar la candidatura del PAN a la gubernatura.